# Campeonato Mundial de Pentatlón Moderno de 2020
El LX Campeonato Mundial de Pentatlón Moderno se iba a celebrar en Cancún (México) entre el 25 y el 31 de mayo de 2020 bajo la organización de la Unión Internacional de Pentatlón Moderno (UIPM) y la Federación Mexicana de Pentatlón Moderno. Pero debido a la pandemia de COVID-19 el evento fue cancelado.
Originalmente, el campeonato fue otorgado a la ciudad china de Xiamen, pero la federación de ese país tuvo que cancelar el evento debido a la pandemia de COVID-19.